# Dialysis cispacifica
Dialysis cispacifica är en tvåvingeart som beskrevs av Mario Bezzi 1912. Dialysis cispacifica ingår i släktet Dialysis och familjen vedflugor. Inga underarter finns listade i Catalogue of Life.